# Grão de café moca

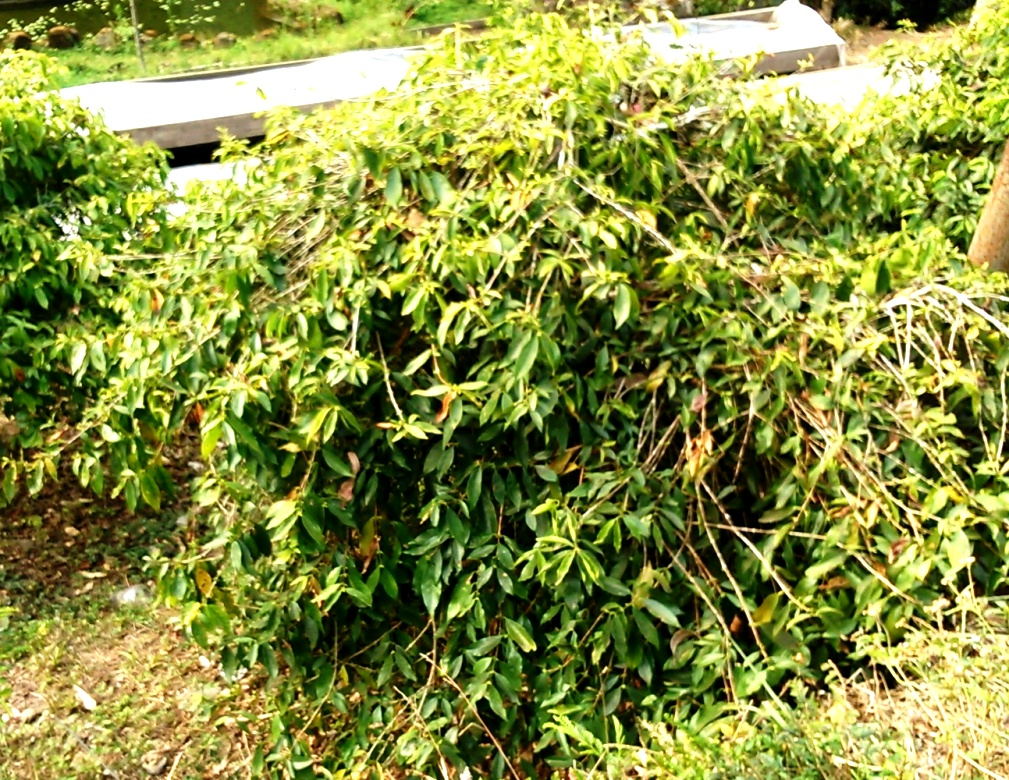
Árvore de café moca

Grão de café moca é uma variedade de grão de café originário do Iêmen. É colhido da espécie de planta de café Coffea arabica, que é nativa do Iêmen. Na aparência é muito pequeno, duro, redondo com uma forma irregular e de cor verde-oliva a amarelo pálido.
O nome "Moca" vem do porto de Moca (al-Mukhā), através do qual a maior parte do café iemenita era exportado antes do século XX. Desde 1911, foi exportado principalmente via Adem e Hodeida. O mercado central do café iemenita fica em Bayt al-Faqih, cerca de 140 km ao norte de Moca, e o café é cultivado nos distritos montanhosos de Jabal Haraz, al-Udayn (às vezes escrito Uden), e Taiz, a leste.